# Last Autumn's Dream
Last Autumn's Dream is het derde studioalbum van Jade Warrior. Het album liet een terugkeer naar de (voornamelijk) etherische muziek van hun eerste album en de albums die later bij Island Records verschenen. Het album is opgenomen in de Nova Studio te Londen (Nova Records was een sublabel van Decca Records waartoe ook Vertigo behoorde); The Demon Trucker is opgenomen in de Mercury Studio (ook Mercury zat in dat conglomeraat van labels). Het is het eerste album waarbij ook David Duhig, de broer van Tony, meespeelde.
Er verschenen twee singles van het album: A Winter's Yale en The Demon Trucker. Noch album noch singles verkochten dermate goed dat ze in de Nederlandse lijsten verschenen.    
De natuurlijke opvolger van Last Autumn's Dream was Eclipse, doch dat album bleef 25 jaar op de plank liggen. In de tussentijd 1972-1974 naar Floating World was Jade Warrior overgestapt naar Island Records.

## Musici
- Tony Duhig – elektrische gitaar
- Jon Field – dwarsfluit, percussie, akoestische gitaar, piano
- Glyn Havard – basgitaar, akoestische gitaar, zang
- Allan Price – slagwerk

met
- David Duhig – elektrische gitaar op The demon tucker

## Muziek
Alle van Tony Duhig, Field en Havard, behalve waar aangegeven

| Nr. | Titel                                           | Duur |
| --- | ----------------------------------------------- | ---- |
| 1.  | A Winter’s Tale                                 | 5:06 |
| 2.  | Snake                                           | 2:55 |
| 3.  | Dark River                                      | 6:26 |
| 4.  | Joanne                                          | 2:50 |
| 5.  | Obedience                                       | 3:12 |
| 6.  | Morning Hymn                                    | 3:36 |
| 7.  | May Queen                                       | 5:22 |
| 8.  | The Demon Trucker (Duhig, Duhig, Field, Havard) | 2:34 |
| 9.  | Lady of the Lake                                | 3:17 |
| 10. | Borne on to the Solar Wind                      | 3:02 |